# 麥迪遜縣 (紐約州)
麥迪遜縣（英語：Madison County）是美国纽约州中西部的一個郡，北傍奧奈達湖，面積1,713平方公里。根據2020年美國人口普查，共有人口68,016人。縣治瓦姆普斯維。該縣成立於1806年，縣名紀念第四任美国总统詹姆斯·麦迪逊。
紐約州的地理中心在本縣的伊登的Pratts Hollow。